# Alderetes
Aldaretes è una città dell'Argentina, appartenente alla provincia di Tucumán, nel dipartimento di Cruz Alta. Essa fa parte del conglomerato della Gran San Miguel de Tucumán.
In base al censimento del 2001, la città contava 38.466 abitanti, con un incremento del 56,86% rispetto al censimento precedente (1991).